# Betriebshof Lichtenberg

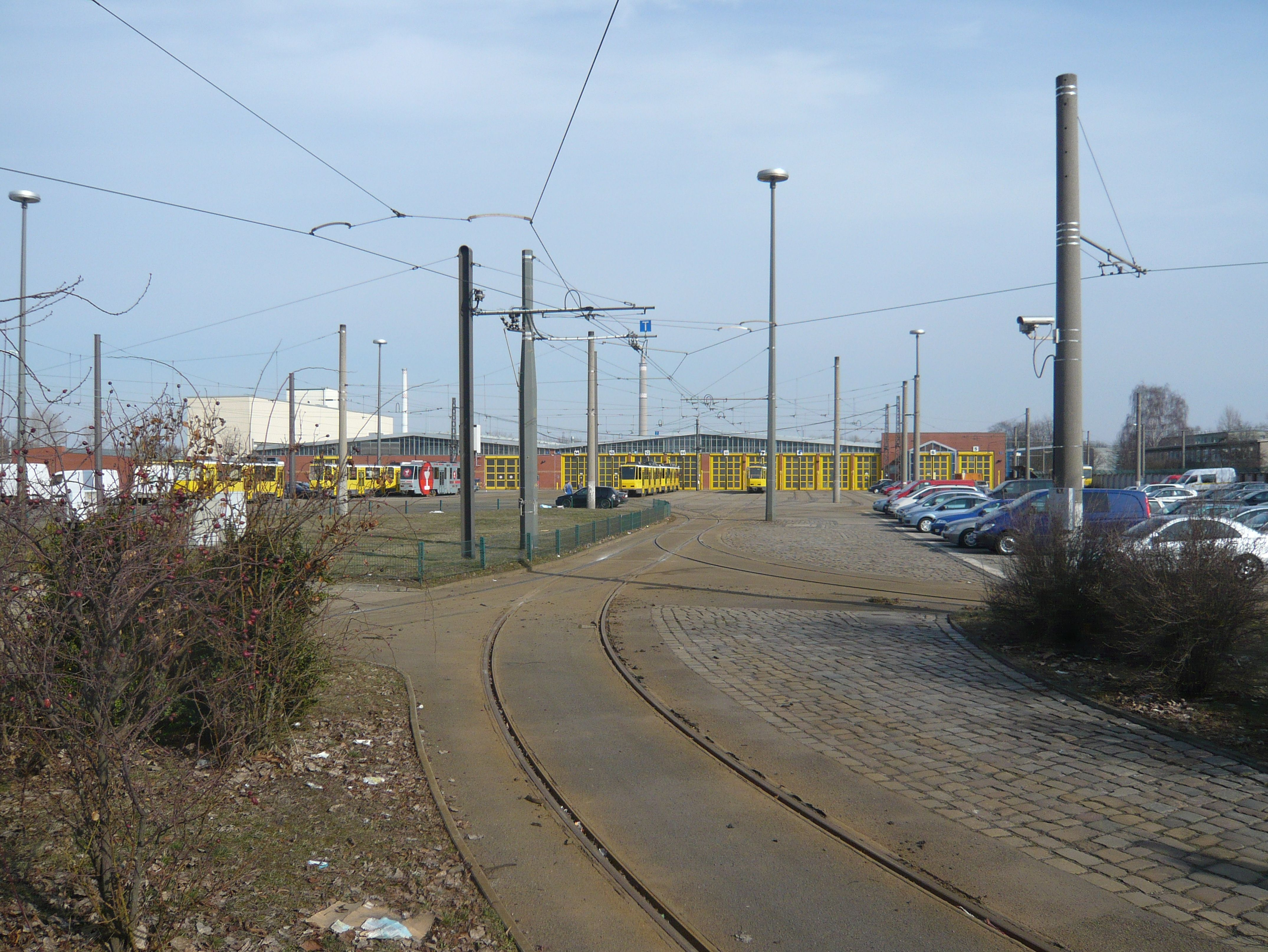
Gleisfeld mit Wagenhalle im Hintergrund, 2010

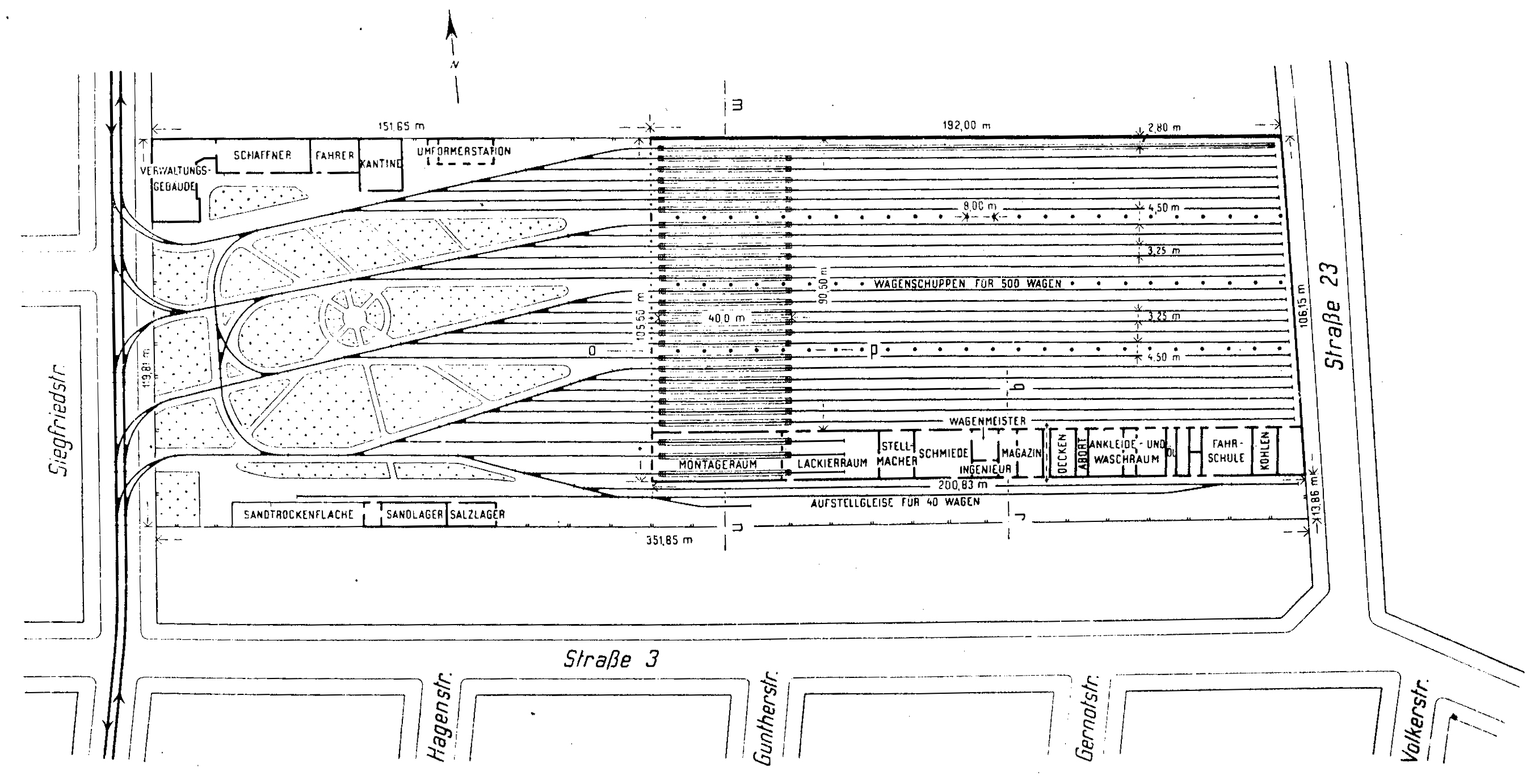
Gleisplan des Betriebshofs, 1918

Der Betriebshof Lichtenberg (Lich) ist ein Betriebshof der Berliner Verkehrsbetriebe im Berliner Ortsteil Lichtenberg. Der Hof galt bei seiner Eröffnung 1913 als weltgrößter Straßenbahnhof. Von 1951 bis 1973 diente er zudem als Obus-Betriebshof sowie seit 1972 für Omnibusse.

## Geschichte
Für den Bau des Betriebshofs überließen die Stadtgemeinde Lichtenberg und der Besitzer des Ritterguts Lichtenberg, Hermann Roeder, der Großen Berliner Straßenbahn (GBS) unentgeltlich ein 41.640 Quadratmeter großes Gelände. Die 195 Meter lange und 90 Meter breite, zweischiffige Wagenhalle mit 26 Gleisen nahm mit einer Grundfläche von 20.816 Quadratmetern etwa die Hälfte des Geländes ein. Südlich der Halle befand sich ein Anbau mit drei Gleisen für Lackier- und Montagearbeiten sowie weitere Räume für Schmiede, Stellmacherei, Lager, Fahrschule und Umkleide- und Waschräume. Südlich davon befanden sich zwei Freigleise. Im westlichen Teil des Geländes befanden sich das Gleisfeld zum Rangieren, an der südlichen Begrenzung lagen Lagerräume für Streusalz und -sand. An der nördlichen Grenze befanden sich eine Kantine, Aufenthaltsräume für Fahrer und Schaffner, eine Umformerstation der AEG sowie zur Siegfriedstraße hin das viergeschossige Verwaltungsgebäude.
Die Eröffnung fand am Nachmittag des 16. Juli 1913 im Rahmen einer Feierstunde unter Anwesenheit des Generaldirektors der GBS, Friedrich Wussow, statt. Zuvor fanden die Abnahme durch die Königliche Eisenbahn-Direktion Berlin und die Inbetriebnahme statt. Mit der Inbetriebnahme konnten drei kleinere Höfe aus Pferdebahnzeiten geschlossen werden. Ende der 1920er Jahre entstand südlich des Betriebshofgeländes eine Wohnsiedlung für die Mitarbeiter der Berliner Straßenbahn. Ab etwa 1935 führte der Betriebshof die Kurzform Lich, zuvor wurde er als Bahnhof 24 bezeichnet.
Die Wiederinbetriebnahme des Hofs nach dem Zweiten Weltkrieg fand am 1. Juni 1945 statt. Ab 1951 diente der Hof zur Beheimatung der Obusse für das Ost-Berliner Netz. Die sieben nördlichen Hallengleise wurden hiefür umfunktioniert. Bis zum Januar 1953 mussten die Obus-Triebwagen vom und zum Hof geschleppt werden, da die Fahrleitung in der Siegfriedstraße erst mit der Einrichtung der Obuslinie O14 errichtet wurde.
Der Hof wurde zu DDR-Zeiten nach Norden vergrößert. Für die Verwaltung und Kantine entstanden neue Gebäude. Das Freigleis südlich der Halle wurde verlängert und am rückwärtigen Teil der Halle eine Waschanlage errichtet. Auf dem nördlichen Gelände entstand eine siebengleisige Freiluft-Abstellanlage, die im Rahmen des Tatra-Programms (ab September 1976 wurden insgesamt 764 Wagen der Typen KT4D, KT4Dt, T6A2 und B6A2 geliefert)  auf 20 Gleise erweitert wurde. Nördlich der Abstellanlage entstanden eine neue dreigleisige Lackierhalle und eine Wendeschleife. Zwischen der Abstellanlage und der Wagenhalle ging 1977 eine zweigleisige Wagenhalle für Arbeitswagen in Betrieb, die später als Wagenhalle und Tankstelle für Omnibusse umfunktioniert wurde. Die Stationierung von Omnibussen fand seit 1972 statt, sie wurden hauptsächlich auf der Freifläche direkt nördlich der Wagenhalle abgestellt. Mit der Einstellung des Obusbetriebs im Folgejahr wurde die Obushalle für den Omnibusverkehr frei. In den Folgejahren wurde die Wagenhalle für den Straßenbahnbetrieb auf elf Gleise verkleinert. Seit 2003 befindet sich im ehemaligen Verwaltungsgebäude ein Straßenbahn-Fahrsimulator. Am 23. April 2016 war der Hof Austragungsort der Tram-EM.
Im Jahr 1997 waren etwa 230 Omnibusse im Hof Lichtenberg stationiert, die auf 36 Linien eingesetzt wurden. Für die Straßenbahn wurden von Lichtenberg aus im Jahr 2013 täglich 70 Züge auf zehn Linien eingesetzt.

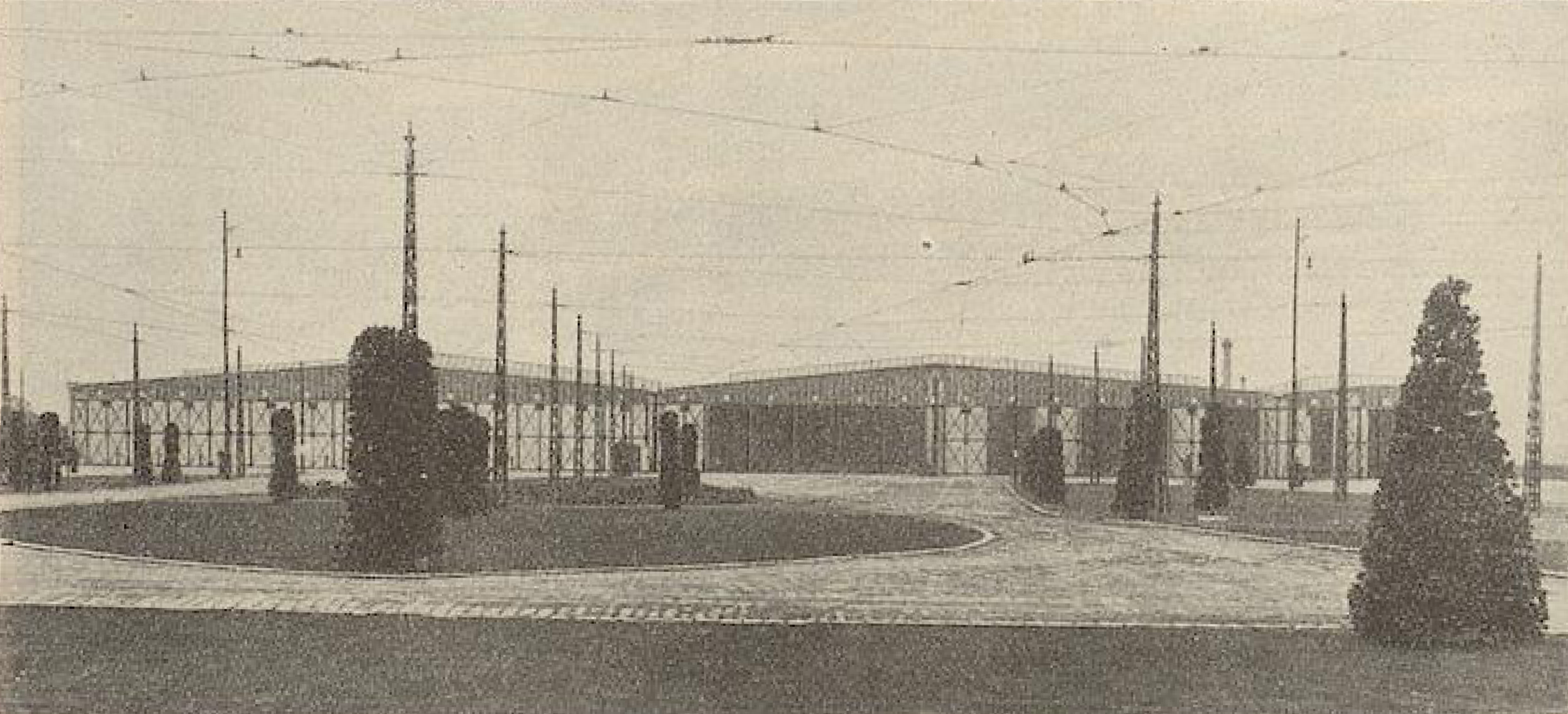
Wagenhalle Außenansicht, 1914
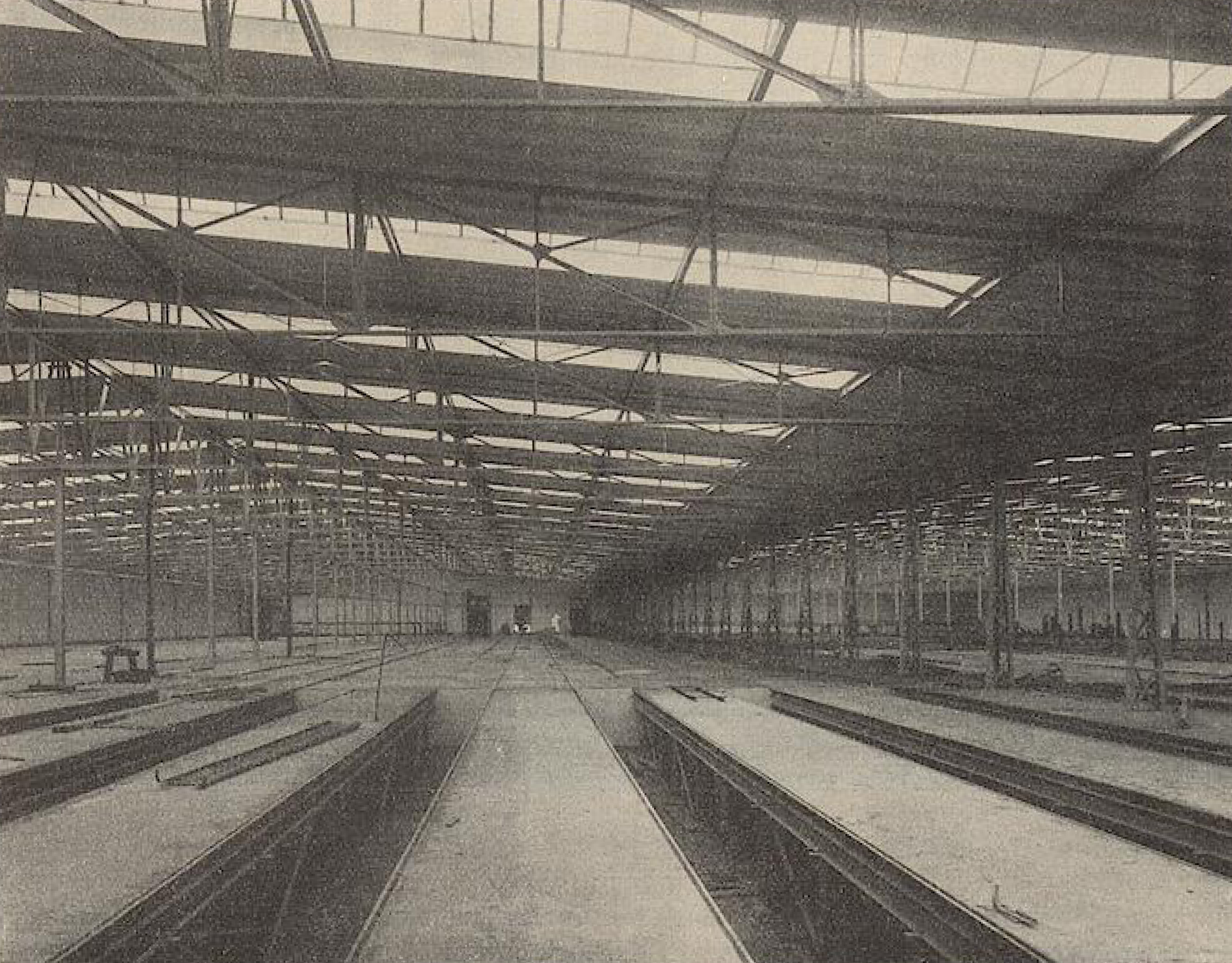
Wagenhalle Innenansicht, 1914
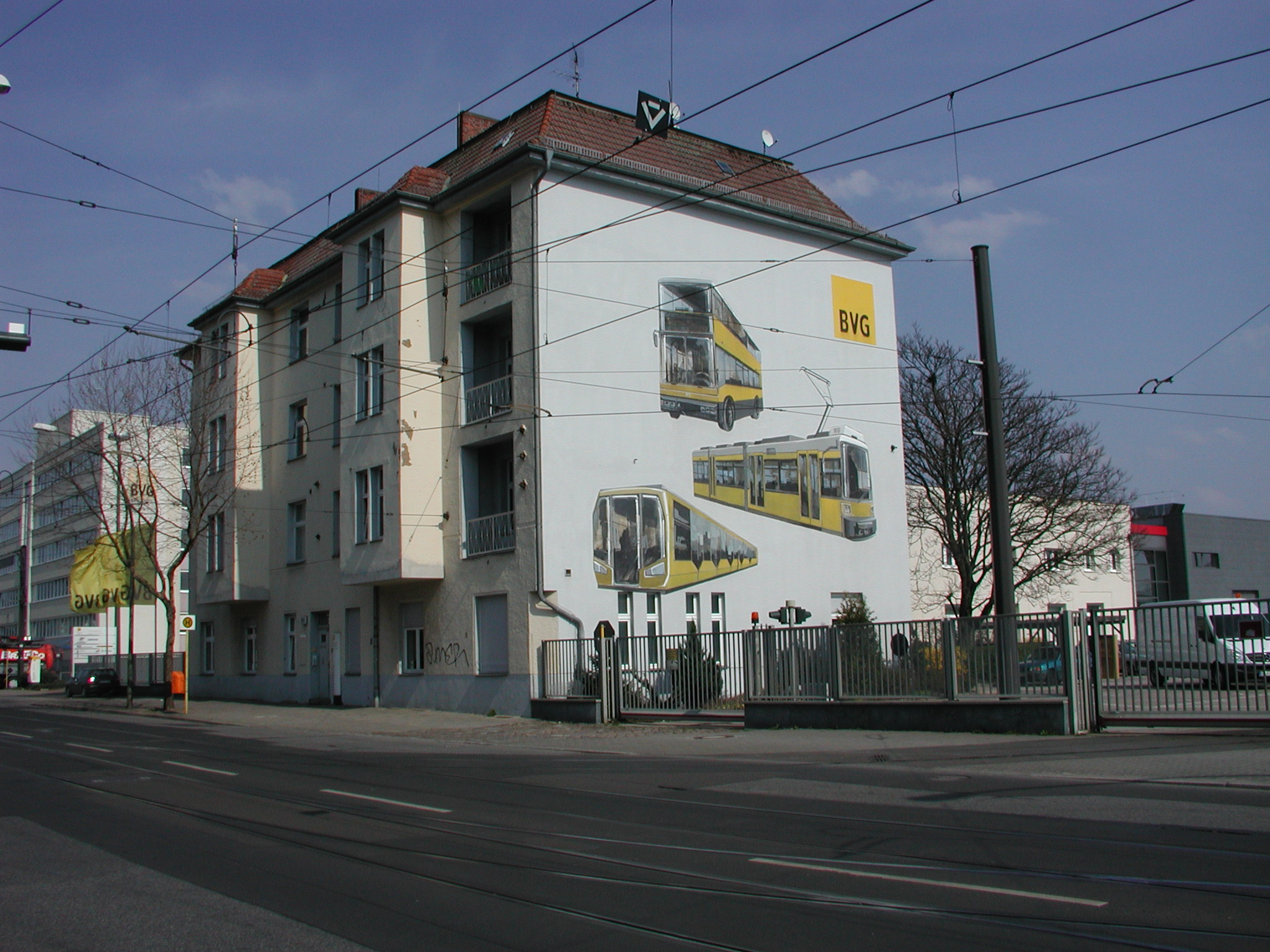
Altes Verwaltungsgebäude an der Siegfriedstraße, 2007
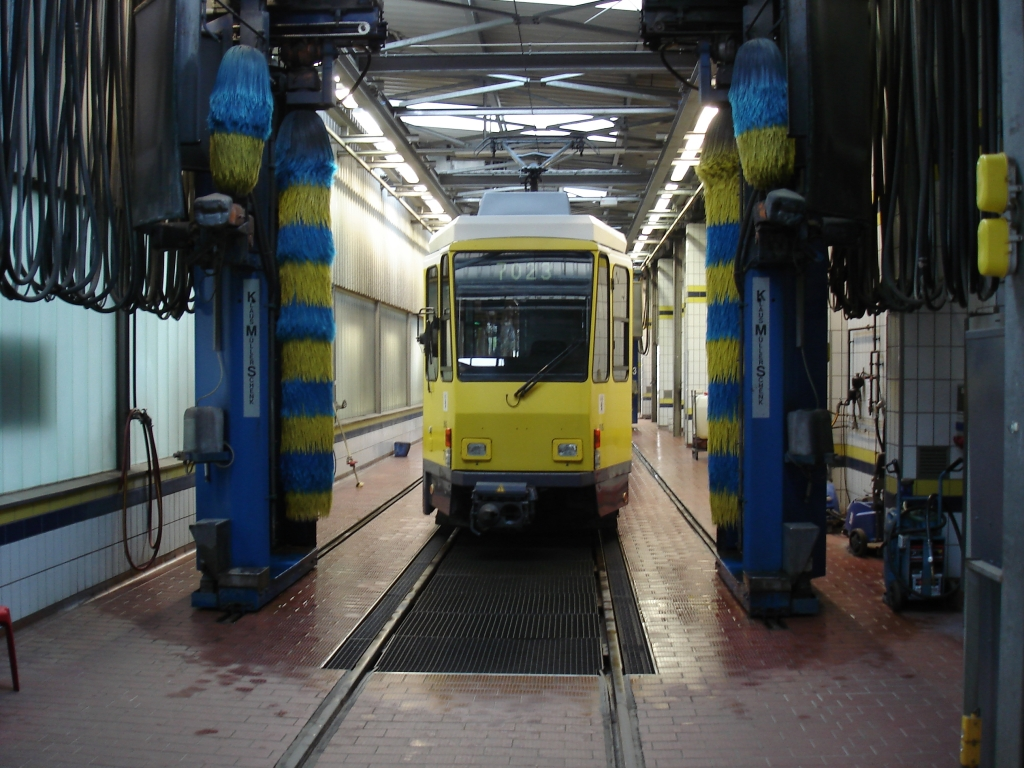
Triebwagen 7023 in der Waschstraße, 2006